# Alexandr Šljapnikov
Alexandr Gavrilovič Šljapnikov (rusky Александр Гаврилович Шляпников; 30. srpna 1885 Murom – 2. září 1937 Moskva) byl ruský revolucionář. Pocházel ze starověrecké rodiny, od dětství musel manuálně pracovat, aby po otcově předčasné smrti uživil rodinu. V šestnácti letech odešel z rodné Muromi do Petrohradu, kde pracoval jako soustružník v Něvských loděnicích. V roce 1901 vstoupil do Ruské sociálně demokratické dělnické strany a v roce 1903 se přidal k její bolševické frakci. Za účast v revoluci roku 1905 byl vězněn a v roce 1908 odešel do exilu, žil ve Francii, Německu a Anglii, udržoval milostný poměr s Alexandrou Kollontajovou. Za první světové války se vrátil do Ruska pod falešným jménem Jacob Noe a v době únorové revoluce byl nejvýše postaveným představitelem komunistů na ruském území, ale po návratu Lenina a jeho skupiny byl odsunut do pozadí. Po ustavení Rady lidových komisařů zastával v letech 1917–1918 pozici lidového komisaře práce, pak byl vyslán jako člen vojenského sovětu na jižní frontu, později působil jako odborový funkcionář a obchodní přidělenec ve Francii. Ve dvacátých letech byl jedním z vůdců takzvané dělnické opozice. Vydal historickou práci Sedmnáctý rok, která však byla kvůli rozporům s oficiální interpretací revolučních událostí záhy zakázána. V roce 1932 byl vyloučen z komunistické strany a v roce 1935 odsouzen k vyhnanství v Astrachani, záhy nato však byl znovu zatčen a obviněn z účasti ve spikleneckém centru, proti němuž byly vedeny Moskevské procesy. Odolal však nátlaku a odmítl podle připraveného scénáře přiznat svoji vinu, byl proto zastřelen ještě před zahájením procesu. V roce 1963 byl rehabilitován a v roce 1988 bylo zrušeno jeho vyloučení ze strany.